# شهرستان چبویگان (میشیگان)
شهرستان چبویگان، میشیگان (به انگلیسی: Cheboygan County, Michigan) یک سکونتگاه مسکونی در ایالات متحده آمریکا است که در میشیگان واقع شده‌است.